# 藤井恒
藤井 恒（ふじい ひさし、1959年 - ）は、日本の生物学者。理学博士（京都大学）。NPO法人日本チョウ類保全協会設立代表者。

## 経歴
広島県生まれ。広島県立広島国泰寺高等学校を卒業、弘前大学理学部生物学科に進学、卒業後、京都大学大学院、日高敏隆の研究室にて理学博士。

## 人物・業績

### 人物
子供の頃からの昆虫好きであり、中学3年生にして、広島虫の会、日本鱗翅学会、日本昆虫学会に入会。弘前大学の学生のとき『広島県のチョウ』に自身が撮影してきた蝶の写真を掲載。結果、専門となったのは生物学、後述、学術上の業績はこちらにあるが、写真も趣味であり、趣味の写真が専門に生かされた。
また子供の頃から音楽好きで、ピアノや歌を独学し、大学（学部）時代は混声合唱団に参加、演奏会やコンクールなどに出演した。学部卒業後は音楽活動を休止して研究活動、大学の非常勤講師、予備校の講師などをしていたが、2007年にフルートを習い始めたのをきっかけにして音楽活動を再開、2017年12月2日には西宮市の甲東ホールで東日本大震災/熊本地震支援チャリティコンサートを開催している。2017年現在、音楽活動を主としている

### 業績
日本昆虫学会が昆虫類の多様性保護のための重要保護地域と指定しているうちの、兵庫県と大阪府の境にある三草山のゼフィルス（樹上性のシジミチョウの一群のことであり、日本には25種が生息する。）等の生息状況調査結果により、日本で初めて里山林の保全を行うため、ゼフィルス類を象徴的なグループとして取り上げさせることに成功した。

## 著書
- 『モンシロチョウはなにがすき? (かがくのとも特製版)』 福音館書店 1988年4月。
- 『大学入試センター試験生物IB (実況中継シリーズ）』 語学春秋社 1997年12月。
- 『Focus生物1B (センター試験get 85)』 水王舎 2002年8月。
- 『高校の生物が根本からわかる本 細胞・代謝・発生・遺伝編 (社会人・大学生のための理数系再入門テキスト) 』 中経出版 2008年2月1日。